# The First
The First es el primer álbum de estudio en japonés de la boyband surcoreana SHINee. El álbum fue programado para ser lanzado el 23 de noviembre de 2011, pero se aplazó al 7 de diciembre de 2011 en Japón por EMI Music Japan. El álbum consta de tres sencillos titulados «Replay», «Juliette» y «Lucifer», los cuales se clasificaron en los tres primeros de las listas de Oricon.

## Antecedentes y lanzamiento
Cinco de las canciones del álbum fueron lanzados como sencillos Lado A, «Replay», «Juliette» y «Lucifer» en Japón. SHINee es el primer artista en la historia de Oricon en 44 años, que lanzó tres sencillos diferentes y los tres tienen la calificación entre los tres. El 13 de enero de 2012, se anunció que The First fue certificado con un disco de oro por vender más de 100.000 copias.
El álbum fue lanzado en tres versiones, una edición especial limitada, la caja contiene un DVD, un libro de fotos de 88 páginas, una insignia para el reproductor de MP3, incluyendo todas las pistas del álbum, y un calendario de principios de 2012. El DVD incluye un resumen de «Japan Debut Premium Reception Tour».

## Promoción
SHINee realizó una presentación conmemorativa para el éxito del lanzamiento de su primer disco en Japón, The First el 24 de diciembre, en el Tokyo International Forum Sala A. La presentación se llevó a cabo tres veces con el fin de dar cabida a 15.000 aficionados que ganaron un sorteo para asistir. Onew abrió el concierto gritando: «Vamos a divertirnos con SHINee.» Se realizaron un total de seis canciones, incluyendo su sencillo debut, «Replay» y «Lucifer» y una nueva canción de su álbum llamado «To Your Heart».

### The First Japan Arena Tour
SHINee realizó una gira de 20 conciertos en siete lugares alrededor de Japón, con esta visita SHINee se convirtió en el primer grupo coreano de establecer un récord para el mayor número de personas presentes con un total de 200.000 personas en la primera gira en Japón.

## Lista de canciones
| N.º   | Título                                | Letras                                        | Música                                                                              | Duración |  |
| 1.    | «Lucifer»                             | STY                                           | Ryan Jhun, Yoo Young Jin, Adam Kapit, Bebe Rexha                                    | 3:54     |  |
| 2.    | «Amigo»                               | Shoko Fyhubayashi                             | Jimmy Andrew Richard, Michael Edward Snyder, Gabriel Steve Lopez, Sean Alexander    | 2:58     |  |
| 3.    | «Juliette»                            | Jonghyun, Natsumi Kobayashi (Japanese lyrics) | Mikkel Remme Sigvardt, Jay Sean, Mich Hansen, Joseph Belmatti                       | 3:26     |  |
| 4.    | «Better»                              | Sara Sakurai                                  | Steven Lee, Sean Alexander, Drew R. Scott                                           | 3:11     |  |
| 5.    | «To Your Heart»                       | Kanata Okajima                                | Erik Lidbom, Jon Hallgren                                                           | 3:21     |  |
| 6.    | «Always Love»                         | Natsumi Kobayashi                             | Denzil "DR" Remedios, Ryan Jhun, Kibwe "12keyz" Luke                                | 3:44     |  |
| 7.    | «Replay (Kimi wa Boku no Everything)» | HIRO                                          | Jason Pennock, Tchaka Diallo, James Burney II, Ravaughn Nichelle Brown, Jach Kugell | 3:35     |  |
| 8.    | «Start»                               | Sara Sakurai                                  | Josef Salimi, Drew R. Scott, Sammy Naja                                             | 3:56     |  |
| 9.    | «Love Like Oxygen»                    | Natsumi Kobayashi                             | Sigvart Mikkel Remee, Secon Lucas, Troelsen Thomas                                  | 3:03     |  |
| 10.   | «Hello»                               | Natsumi Kobayashi                             | Tim Mcewan, Jess Cates, Lars Jensen                                                 | 3:04     |  |
| 11.   | «The Shinee World»                    | Kanata Nakamura                               | Yoo Young Jin                                                                       | 3:56     |  |
| 12.   | «Seesaw»                              | Kanata Okajima                                | Schaffer Smith, Chris James                                                         | 2:41     |  |
| 13.   | «Stranger»                            | Natsumi Kobayashi                             | Kenzie                                                                              | 3:13     |  |
| 43:59 |                                       |                                               |                                                                                     |          |  |

| DVD |                                                        |          |  |
| N.º | Título                                                 | Duración |  |
| 1.  | «Japan Debut Premium Reception Digest Movie in Japan»  |          |  |
| 2.  | «Japan Debut Premium Reception Digest Movie in London» |          |  |
| 3.  | «Jacket Shooting Sketch»                               |          |  |

## Gráficos

### Oricon Chart
| Oricon Chart         | Posiciones | Ventas                           | Total de ventas | Certificación |
| -------------------- | ---------- | -------------------------------- | --------------- | ------------- |
| Daily Albums Chart   | 3          | 38,922 (Diario) 71,666 (Semanal) | 100,000+        | RIAJ: Oro     |
| Weekly Albums Chart  | 4          | 38,922 (Diario) 71,666 (Semanal) | 100,000+        | RIAJ: Oro     |
| Monthly Albums Chart | 11         | 38,922 (Diario) 71,666 (Semanal) | 100,000+        | RIAJ: Oro     |
| Yearly Albums Chart  | 92         | 38,922 (Diario) 71,666 (Semanal) | 100,000+        | RIAJ: Oro     |

## Historial de lanzamiento
| País          | Fecha                  | Formato              | Discográfica       |
| ------------- | ---------------------- | -------------------- | ------------------ |
| Japón         | 7 de diciembre de 2011 | CD, descarga digital | EMI Music Japan    |
| Corea del Sur | 29 de febrero de 2012  | Descarga digital     | S.M. Entertainment |